# Celaena insignata
Celaena insignata là một loài bướm đêm trong họ Noctuidae.